# Lindsay Gottlieb
Lindsay Catherine Gottlieb (Scarsdale, 2 ottobre 1977) è un'ex cestista e allenatrice di pallacanestro statunitense.